# L.Hortobágyi-Gáyan Uttejak Orchestra-diszkográfia
Ez a szócikk tartalmazza Hortobágyi László és a Gáyan Uttejak Orchestra zenekar által kiadott lemezek és CD-k listáját. A lemezek holland, német, amerikai, görög, indiai, francia, angol és magyar kiadók gondozásában jelentek meg.

## Nagylemezek
- 1987	Transreplica Meccano (LP-HM007/1988)
- 1987	Op Transreplica Meccano	(Staalplaat STCD054/1993)
- 1987	Transmeccano Replica (Guo-ang)
- 1989	Traditional Music of Amygdala (Erdenklang CD91349/1991)
- 1989	Amygdala Expedition (Guo-ang)
- 1990	6th All India Music Conference	(Erdenklang CD50872/1995)
- 1990	Ántim Bháratiya Sangeet Sammelan (Guo-ang)
- 1992	The Arcadian Collection	(Erdenklang CD40682/1994)
- 1992	Corpus Arcadian	(Guo-ang)
- 1992	Ritual Music of the Fomal-Hootal-Ganoubī (Erdenklang CD40787/1994
- 1992	Fomalhaut Hájj (Guo-ang)
- 1994	Summa Technologiae Tone (Casualties TC9825/1996)
- 1994	Technoglyphics (Guo-ang)
- 1995	Terra Dei (Erdenklang CD60942/1996)
- 1995	Gaia Dei (Guo-ang)
- 1996	Transglobal and Magic Sound of L Hortobágyi (Network Medien 24409/1996)
- 1996	Songs from Hungisthan (InterHL 0097/1997)
- 1996	Song of Hungisthan Vol I (Guo-ang)
- 1996	Hortadamus (Guo-ang)
- 1996	Memesis	(Erdenklang CD81052/1998)
- 1996	Mémesys	(Guo-ang)
- 1996	Sangeet Novus Sensus I.	(Bahia CDP-097/1997)
- 1997	Sangeet Novus Sensus II. (Arka Sound EFA22119-2/2000)
- 1997	Sangeet Novus Sensus III. (Guo-ang)
- 1997	Fata-organa (BMC 068/2000)
- 1997	Chill Out (Tua-Nova Tekk NT D9050824/1998)
- 1998	Aeon (MuseumVersion) (MNM LH-281098/1998)
- 1998	Aeon (Arqa version) (Arka Sound CD-33120/2002)
- 1998	Aeon (Guo version) (Guo-ang)
- 1999	Songs from Hungisthan II. (Arka Sound CD-22114/1999)
- 1999	Songs of Hungisthan Vol II. (Guo-ang)
- 2000	A Brief History of Guo (Arka-EFA 33112-2/2001)
- 2000	The Guo Collection (Guo-ang)
- 2000	el-Horto Ang (Arka Sound CD-33117/2000)
- 2000	el-Horto Ang (Guo-ang - CD 081-99/2008)
- 2000	Sangit-Sammelan, Guo-Live (Arka Sound CD-33119/2000)
- 2000	Sangeet Sammelan (Guo-ang)
- 2003	Mixology (Arka Sound CD-33118/2003)
- 2003	Mixology (Guo-ang)
- 2005	Memix (MOME CD001-05/2005)
- 2005	Memix (Guo-ang -CD 091-98/2009)
- 2006	Babel (2CD) (Guo-ang-CD 092-97/2009)
- 2007	Guonthology (3CD) (Guo-ang)
- 2008	Guo-Caleidoscope 2004-2007 (Guo-ang)
- 2008	Ambiguo	(Guo-Ang-CD 093-96/2009)
- 2009	Guo-Caleidoscope 2008-2009 (Guo-ang)
- 2009	Transociety Tulpa (Guo-ang -CD 094-95/2009)
- 2009	Guo-Caleidoscope III. (Guo-ang)
- 2010	Entransociety (NarRator Records)
- 2010	KurtáGuorchestra (Ecm-Live 2010 Guo-ang)
- 2010	Gabevaildenor (Guo-ang/2010)
- 2011	Terranomia (Guo-ang)/2011
- 2011	Hibernova (Guo-ang/2011)
- 2011	Moon-Sun Yogatma Project
- 2011	Exodoom (Guo-ang/2011)

## Mellékprojektek
- 1982	Classical Indian Music – Shri Anthony Dás (Hungaroton SLPX-18080/1982)
- 1995	Világfa	(MNM 001/1996/ Fono 0632/99)
- 1996	Rosebuds in a Stoneyard (Erdenklang CD60892/1996)
- 1996	Hyro Sizen Sineido Tone (Casualties TC9710/1996)
- 1998	Suns of Arqa meet the Gáyan Uttejak Orchestra Vol 1. (Arka Sound CD-22113/1999)
- 2000	Suns of Arqa meet the Gáyan Uttejak Orchestra Vol2 “Universe City” (EMI CD 724353496821/2000)
- 2001	Suns of Arqa ”Solar Activity” (EMI CD 724353159221/2001)
- 2002	Suns of Arqa ”Seven” (Arka Sound CD-33125/2002)
- 2006	József Attila ”Istenem” (Magyar Rádio PIM004/2006)
- 2008	Kurtagonals – with Jr György Kurtág (ECM 2097/2009)

## Rádióban elhangzott művek
- 2001-2005 West-EastDiwan Series Magyar Rádió - Petőfi
- 2004	Acid-Hindusthan Magyar Rádió - Petőfi
- 2004	Alien-Paradigma Magyar Rádió - Petőfi

## Válogatáslemezek
- 1991	Looking East-Electronic East (Erdenklang CD91348)
- 1994	MagicAge III. (Erdenklang CD40722)
- 1995	Travel with the Global Beat (Erdenklang CD58852)
- 1996	Passage to India (EMI724383683529)
- 1996	Deus Ex Machina (Darkstar-Indigo1368-2)
- 1997  Azelfafage (KozmopliI GR-KO198)
- 1997	InDreams (EMI-724388548728)
- 1997	Oriental Obsession (Polygram 535846-2)
- 1998	Origins (Brown M60892)
- 1998	EthnicVoices-Songs (EMI 49552128)
- 1998	Mother Earth Virgin (EMI-724384706326)
- 1999	Morning-Night (KochR333192)
- 1999	The NP Compilation (EMIMinos 49947429)
- 1999	World Festival of Sacred Music (CCn'Coo692)
- 2000	Music from the Edge Vol 2. (Margen Rec o600)
- 2000	Return To The Source (RTTSCD11)
- 2001	Dub Local (ChiClCdo2)
- 1979-2001 Suns of Arqa:  Solar Activity (EMI724353159221)
- 2002	Suns of Arqa: Seven (Arka Sound33125)
- 2002	Etchno-Transzramagyar (GHCD-oo1)
- 2003	Romanotrip (GHCD-oo3)
- 2003	Oriental Garden (byGülbaharKültür) (Soulstaroooooo 5CLS)
- 2006	Hungry for Hungary: Global Beat (Hungarofest 2006-2007/ HFEST-MXH 004)
- 2007	Vetettem Gyöngyöt (Etnofon ER_CD094)
- 2007   Hungry For Hungary: Folk (World Music- 2007/ HFEST-MXH 006)